# The Advocate
The Advocate (ISSN 0001-8996) é a mais antiga publicação estadunidense dedicada à comunidade LGBT. É publicada nacionalmente desde 1969 a cada duas semanas. O website da revista fornece aproximadamente 30 por cento da edição impressa e é atualizado diariamente.

## História
A revista foi publicada inicialmente em 1967 por Dick Michaels e Bill Rand, membros do grupo ativista PRIDE de Los Angeles. Era distribuída localmente com o título The Los Angeles Advocate. Em 1969, foi renomeada The Advocate e distribuída nacionalmente. Em meados de 1974, eram publicadas aproximadamente quarenta mil cópias para cada edição. The Advocate chamou a atenção de David Goodstein, um investidor bancário de San Francisco que a comprou em 1974. Goodstein faleceu em 1985, e numa série de fusões e aquisições que seguiram sua morte, a revista hoje é publicada pela PlanetOut Inc.

## Notáveis colaboradores
- Chastity Bono, filha de Sonny Bono e Cher
- Kate Clinton, comediante
- Janis Ian, cantora e compositora vencedora do prêmio Grammy
- Steve Gunderson, político
- Tully Satre, jornalista